# Basilio Basili
Basilio Basili (Macerata, 21 de marzo de 1804 - Nueva York, 1895) es un compositor y tenor hijo del músico Francesco Basili. Empezó su carrera como cantante en Ferrara (Italia). Años más tarde fue cantante y profesor de canto en la ciudad de Madrid. Fue uno de los creadores de la ópera española en Madrid, en el siglo XIX, así como uno de los precursores de la zarzuela.

## Biografía

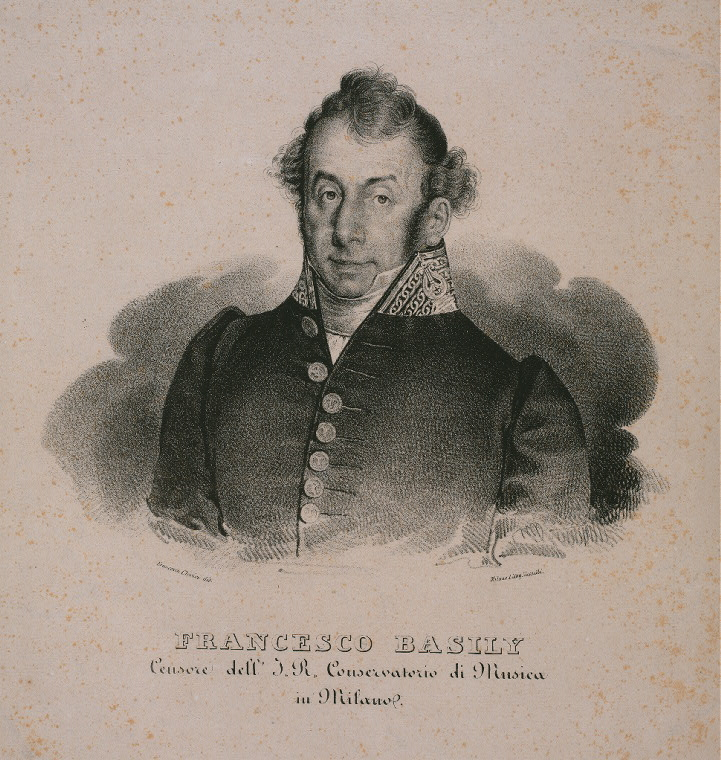
Francesco Basili, padre de Basilio Basili

Basilio Basili fue hijo de Francesco Basili (1767-1850), músico que llegaría a ser maestro de capilla de la basílica de San Pedro del Vaticano. Basilio estudió canto y música desde una edad muy temprana mediante la ayuda de su padre. Durante varios años fue cantor de la Capilla musical de la basílica Santa Casa de Loreto, donde su padre había sido designado como maestro de capilla. Su verdadera carrera como artista se inicia en Ferrara (1826) y en Pesaro, donde se exhibió como tenor. En 1827 visitó Madrid, donde debutó el 14 de septiembre en el Teatro de La Cruz, cantando el Otello de Rossini. Sin embargo, Basilio Basili no obtuvo éxito como cantante y es por ello por lo que en 1837 se instala en Madrid con el objetivo de trabajar como profesor de canto y compositor. Años más tarde se casó con Teodora Lamadrid (Zaragoza, 26 de noviembre de 1820 – Madrid, 21 de abril de 1896), con la que tuvo una hija, Enriqueta. En 1839 estrenó su primera ópera española en el Teatro de La Cruz de Madrid. Basilio Basili compuso obras para orquesta, ópera, tanto en italiano como en castellano, música de carácter folclórico español y zarzuelas. Su mayor éxito fue la ópera semiseria El diablo predicador, en 1846, sobre un libreto de Ventura de la Vega. Fue en 1847, en compañía de Hilarión Eslava y de otros músicos, cuando fundó "La España Musical", un grupo cuya intención era promover la causa de la música nacional. En 1849 concluyó           su labor compositiva española y, finalmente, en 1885 se trasladó a Estados Unidos de América, lugar donde murió diez años después.

## Actividad musical
Basilio Basili fue caracterizado por la gran cantidad de aspectos musicales que desempeñó así como por ser considerado un ferviente defensor de la ópera española. En 1826 se presentó como tenor en Ferrara, ciudad de la región italiana. Años más tarde llegó a Madrid e inauguró la ópera rossiniana Ótelo, concretamente en el año 1827. Basilio se encontraba muy familiarizado con la música nacional española, hasta el punto de que llegó a escribir distintas piezas musicales para los coliseos de Madrid y, además, llegó a ser considerado como uno de los mejores compositores de zarzuela. Asimismo, Basilio Basili se dedicó a la enseñanza vocal debido a sus grandes conocimientos así como a la dirección de la orquesta en los teatros madrileños del Príncipe, el Circo y la Cruz. Atribuimos a Basilio el dominio del género de la zarzuela andaluza. El término “zarzuela andaluza” es usado para definir un tipo de obra costumbrista, en la que abundan los recursos hispánicos. Como zarzuelas románticas andaluzas destacan Los Contrabandistas y El ventorrillo de crespo, ambas de Basilio Basili. Fue en el ambiente madrileño donde el astuto italiano alcanzó un gran prestigio social, tanto es así que formó parte de la junta directiva como secretario del Liceo Artístico y Literario. Emilio Cotarelo y Mori menciona en su libro La zarzuela que Basili había sido un compositor muy distinguido además de ser uno de los artistas que más habrían de contribuir al avance y perfeccionamiento de este género teatral. 

## Principales producciones musicales
La primera producción de la que se tiene constancia fue estrenada por Basilio Basili en Madrid, tratándose de una ópera bufa, concretamente Il carrozzino da venderé, ópera de un solo acto. Comienza entonces una etapa del compositor italiano caracterizada por su empeño de fomentar el resurgir de la zarzuela. Debemos de destacar que previo a este acontecimiento ya eran dos los intentos realizados en el año 1832 con la misma intención. El primero de ellos fue mediante la obra teatral Los enredos de un curioso, con música de Carnicer, Albéniz, Piermarini y Saldoni; y letra de Feliz Enciso Castrillón. El segundo intento fue realizado mediante la obra El rapto, con música de Tomás Genovés y letra de Mariano José de Larra. Finalmente, ninguna de estas obras fue calificada como zarzuela debido a que fueron denominadas como melodrama. Pretendiendo Basili alzar al máximo nivel su propósito, estrena dos años después la ópera española El contrabandista, una ópera en tres actos con letra de D. Tomás Rodríguez Rubí. Tanto fue su éxito que uno de sus números, concretamente La canción del contrabandista se interpondría en las representaciones teatrales. Años más tarde, concretamente en 1843 se estrenó en el teatro del Príncipe la comedia-zarzuela titulada cómo Los solitarios realizada con la colaboración de Basilio Basili y Bretón de los Herreros. Finalmente, Basilio cerró sus contribuciones teatrales con el drama lírico El diablo predicador, seccionado en tres actos y realizado mediante la colaboración del libretista Ventura de la Vega.

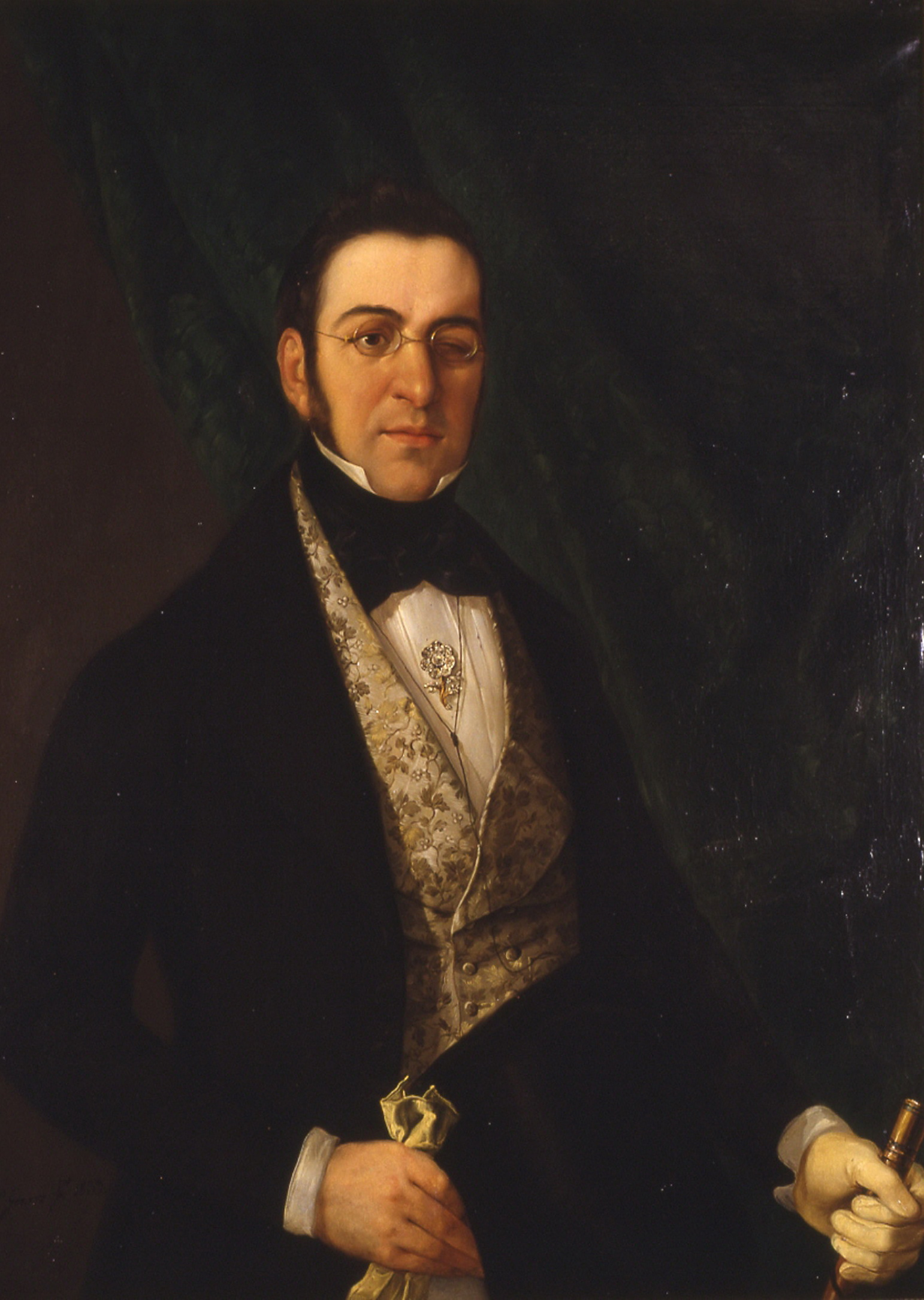
Manuel Bretón de los Herreros

## Principales obras líricas
• El ventorrillo de Crespo, zarzuela sobre el libreto de T. Rodríguez y Diaz Rubí (1841).

• El Novio y el concierto, zarzuela sobre el libreto de Manuel Bretón de los Herreros (1839).

• El contrabandista, ópera andaluza en tres actos sobre el libreto de T. Rodríguez y Diaz Rubí (1841)

• Los solitarios, zarzuela en dos actos sobre el libreto de Manuel Bretón de los Herreros (1843).

• Il carrozzino da venderé, ópera bufa en un acto, libretista desconocido (1839).

• El diablo predicador, «opera semiseria» en dos actos sobre el libreto de Ventura de la Vega (1846).

## Otras composiciones
• Fé y esperanza (música vocal)

• Ave Maria y Ofertorio (música sacra)

• Ejercicios para voz de Bajo con acompañamiento de piano